# Margaret Altmann
Margaret Altmann (* 6. Oktober 1900 in Berlin als Margarete Altmann; † 6. Juli 1984 in Boulder (Colorado)) war eine deutsch-amerikanische Biologin, die sich auf Tierhaltung und Psychobiologie spezialisiert hatte. Sie war eine der ersten Frauen, die in den Bereichen der Psychobiologie, Ethologie und Tierhaltung mit Schwerpunkt Viehwirtschaft arbeitete.

## Jugend und Ausbildung
Margaret Altmann wurde 1900 in Berlin-Lichterfelde als Tochter des Juristen und hohen Ministerialbeamten des preußischen Kultusministeriums Friedrich Altmann und dessen Ehefrau Antonie geb. Leonhard (1872–1920) geboren. Ihr älterer Bruder war Hans Altmann. Sie promovierte 1928 an der Universität Bonn  in Agrarwissenschaften und arbeitete für einige deutsche agrarwissenschaftliche Büros. Schließlich zog sie in die USA, wo sie ihre zweite Promotion 1938 in Tieraufzucht von der Abteilung der Psychobiologie an der Cornell-Universität in New York erhielt. Im selben Jahr nahm sie auch die amerikanische Staatsbürgerschaft an.

## Karriere
1941 zog Altmann an die Hampton University in Virginia, um dort den Lehrstuhl für Genetik und Tierhaltung anzunehmen. Von 1948 bis 1956 lebte sie in Colorado, USA und arbeitete dort in einem biologischen Forschungszentrum. In dieser Zeit begann sie Psychobiologie zu studieren und schrieb einige Veröffentlichungen über das Verhalten großer Säugetiere, zum Beispiel Wapitis, Elche und Rentiere. Damals wie heute gilt dies als ein Männerberuf. Von 1959 bis 1969 lehrte sie an der University of Colorado. 1962 wurde sie zur Professorin der Psychologie und Biologie berufen. 1969  wurde sie Emerita.
Altmann war Mitglied in der American Association for the Advancement of Science, der Genetics Society of America und der American Society of Mammalogists.

## Publikationen
- Margaret Altmann: A Study of Behavior in a Horse-Mule: With Animal Sociograms. In: Sociometry. Band 14, Nr. 4, 1951, ISSN 0038-0431, S. 351–354, doi:10.2307/2785319, JSTOR:2785319.